# Hsing Yün

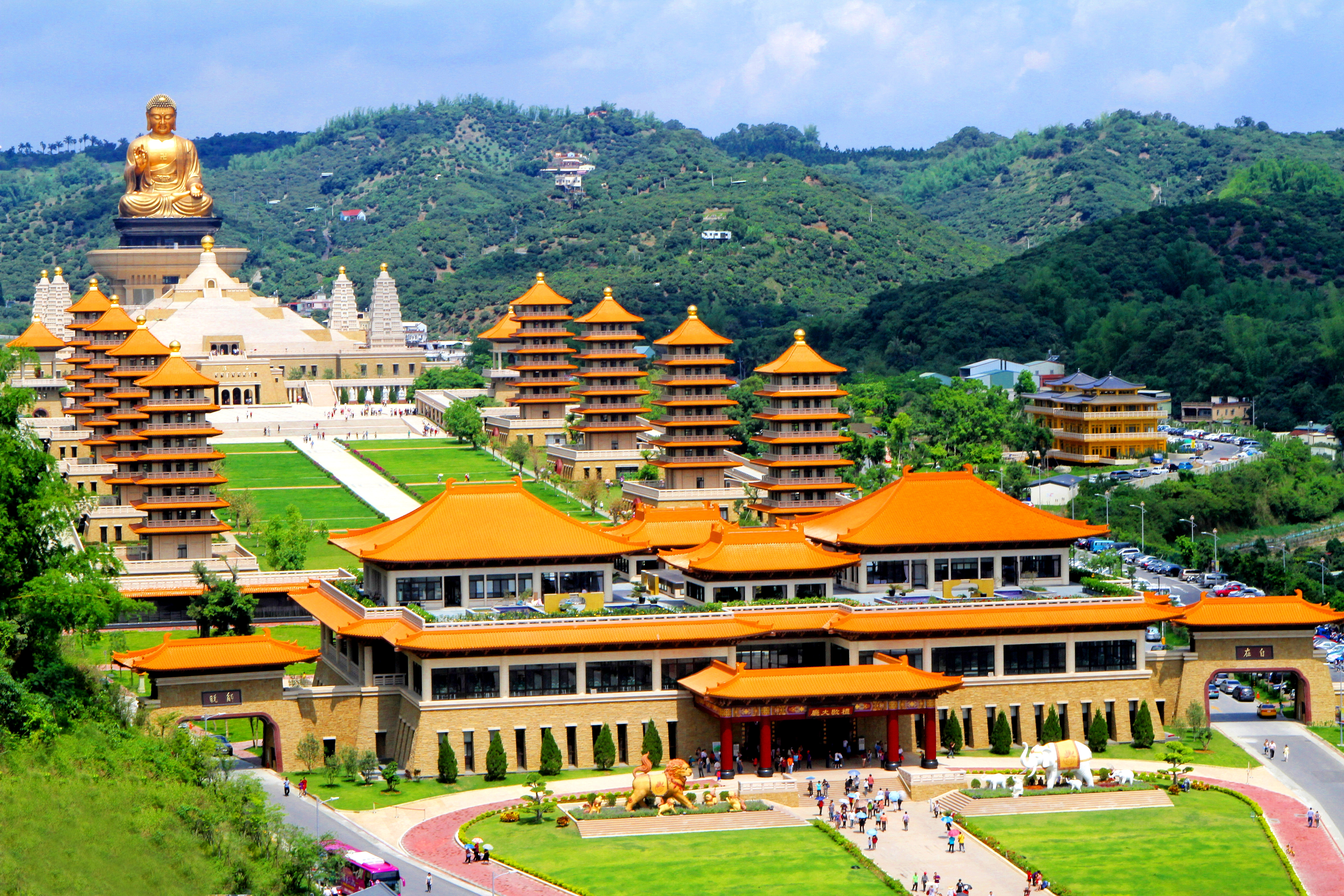
Memorial ao Buda Fo Guang Shan em Taiwan.

Hsing Yün (星雲大師; Xing Yun Da Shi) (Jiangsu, 19 de agosto de 1927 – 5 de fevereiro de 2023) foi um monge budista e calígrafo, proeminente no moderno budismo. É muito respeitado pelo trabalho humanitário que desenvolveu em todo o mundo, por sua Caligrafia de Traço Único e pela sua facilidade em ensinar o Dharma.
Também ficou conhecido por ser o fundador da ordem budista Fo Guang Shan, (Montanha da Luz de Buda) a maior organização budista humanitária do mundo. Foi também o 48.º patriarca da escola Ch'an do budismo chinês.

## Biografia
Nasceu na China Continental em 22 de Julho de 1927. Tornou-se monge noviço aos 12 anos e recebeu ordenação plena em 1941, prosseguindo o seu treino monástico formal orientado desde cedo pelo voto de revitalizar o budismo e semear pelo mundo os ensinamentos do Buda.
Em 1949, o Venerável Mestre Hsing Yun deixou a sua terra natal e foi para Taiwan. A partir daí implantou templos nos cinco continentes, cinco universidades, dezesseis colégios budistas, vinte bibliotecas, duas gráficas, nove galerias de arte, uma clínica médica móvel, a estação de televisão Beautiful Life e um jornal diário bilingue (Chinês/Inglês) – Merit Times -, como meio de aproximar as pessoas ao budismo.
Desde de que deixou a função de abade de Fo Guang Shan, em 1985, a primeira sucessão em vida de que se teve notícia na história do budismo, viaja pelo mundo para propagar o Dharma.
A fim de reforçar o seu trabalho de divulgação do budismo, fundou em 1991 a Buddha's Light International Association (BLIA), em Taiwan. Em 1992, a sede mundial da BLIA foi inaugurada nos Estados Unidos, onde o Venerável Mestre realiza intensos trabalhos académicos em parceria com a Universidade da Califórnia desde meados da década de 70, tendo erguido o Templo Hsi Lai nas proximidades de Los Angeles, em 1988. Desde então foram instaladas mais de cem secções internacionais da BLIA.
Hsing morreu em 5 de fevereiro de 2023.

## Templo Zu Lai - Brasil

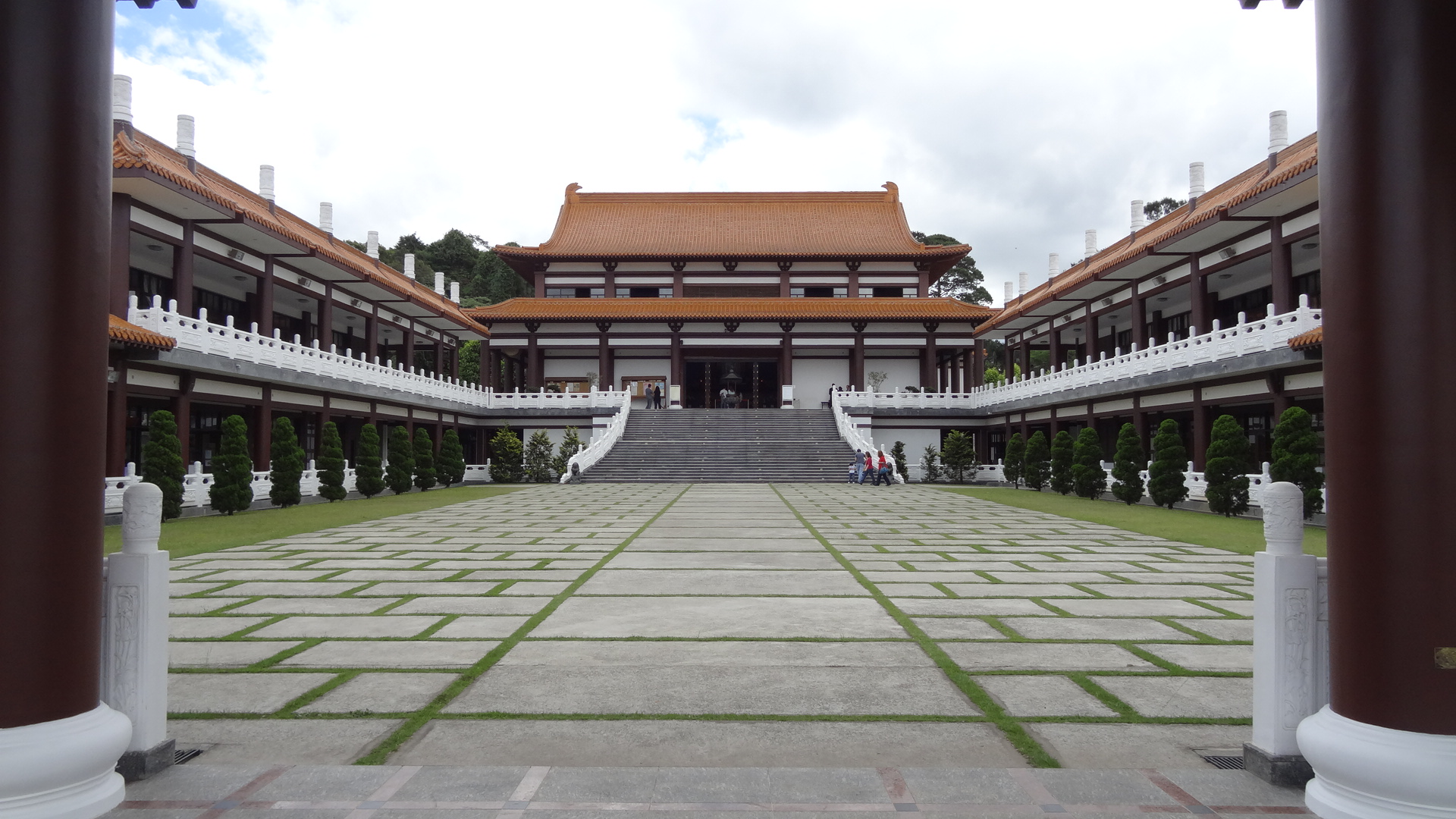
Templo Zu Lai, Cotia.

Em abril de 1992, o Venerável Mestre Hsing Yün [3] esteve em São Paulo para oficiar a consagração do Templo Budista Kuan Yin, na ocasião estavam presentes à cerimônia, o senhor e a senhora Chang, generosos discípulos, que se encheram de alegria ao ouvir as palavras de Dharma do Venerável Mestre. Repetindo o gesto do nobre Anathapindika, o casal Chang doou o sítio da família que passou a abrigar um templo denominado Zu Lai pelo Venerável Mestre. Na mesma oportunidade o Venerável então instituiu, também, a sede da Associação Internacional Luz de Buda (Blia) cujo primeiro presidente foi o upasaka senhor Shih Tze Lin. Dentre a comitiva de monges que acompanhavam o Venerável Mestre, a Reverenda Jue Cheng (Mestra Sinceridade), ficou incumbida de aqui permanecer para propagar o Darma.
Ao ser criado, o Templo Zu Lai mantém a tradição de realizar regularmente as práticas e cerimônias das Escolas de pensamento budista Chan e Terra Pura, oficiando cerimônias de “Oito Preceitos” e retiros de meditação. Orientada pelos preceitos do Budismo Humanista, a ações que o Templo Zu Lai e a Blia empreendem, desde a época de sua criação, baseiam-se em quatro pilares estabelecidos pelo Venerável Mestre: o cultural, o educacional, o das ações sociais e o das práticas religiosas. Ambas as entidades buscam, também, realizar a integração das diversas tradições budistas no Brasil, participando de atividades conjuntas com outros templos, como as ocorridas nas comemorações do Vesak. Até hoje, o Templo Zu Lai se mantém como o maior templo budista da América do Sul.
Ao longo de seus primeiros onze anos de existência, o Zu Lai realizou um número cada vez maior de atividades com afluência de discípulos e simpatizantes cada vez maior, expandindo-se de tal maneira que já não comportava tantas pessoas que chegavam.
Os discípulos Shih Tze Lin, Liu Shie Lin e Hong Tsu Ho fizerem então o voto de construir um novo templo, contando com o esforço e a generosidade dos membros da Blia do Brasil, Paraguai, Argentina, Chile, Taiwan, China Continental, Estados Unidos e de tantas outras pessoas de vários outros cantos do mundo, adquirindo outros lotes de terrenos vizinhos.
Em maio de 2000, foi lançada a pedra fundamental da construção da nova edificação que viria a ter 10 mil m2 de área construída, em uma área total de 150.000 m2. Seu projeto foi inspirado no estilo arquitetônico oriental dos palácios da Dinastia Tang, integrando a um só tempo aspectos da arquitetura ocidental moderna. Os trabalhos foram desenvolvidos em conjunto por arquitetos chineses, taiwaneses, japoneses e brasileiros e as obras foram concluídas em outubro de 2003, fazendo surgir, assim, a “Terra Pura” do Budismo Humanista na América do Sul.
Dentro dos mesmos princípios do Monastério Fo Guang Shan, o Templo Zu Lai procura propagar o Darma, desenvolvendo talentos, trazendo benefícios à sociedade e purificando corações e mentes por meio da atuação cultural e educacional, das ações sociais e das práticas religiosas.
Seguindo ainda o caminho apontado pelo Venerável Mestre Hsing Yün, o templo busca desenvolver estudos diversos que se aplicam à vida do dia a dia além de “nacionalizar” os ensinamentos do Buda respeitando os aspectos da cultura local que acolhe a sua doutrina tornando possível a realização de projetos como: cursos de filosofia budista, grupos de estudo e círculos de leitura sobre o Darma, criação do “Projeto Filhos de Buda” por meio da Fundação de mesmo nome e através de seu Centro de Tradução que tem trabalhado na divulgação dos ensinamentos budistas em língua portuguesa.
Desde então, o Templo Zu Lai vem cumprindo sua missão em divulgar esses seus quatro pilares para solidificar e nacionalizar os princípios de um Budismo Humanista no Brasil.
E assim no dia 5 de outubro de 2003 o Venerável Mestre Hsing Yün retornou ao Brasil para então consagrar a nova edificação do Templo Zu Lai que em 27 de abril de 2017 comemorou seus vinte e cinco anos em solo brasileiro.

## Fundação do Templo Fo Guang Shan em Portugal
A 25 de Abril de 2004 foi consagrado o primeiro Templo Fo Guang Shan em Portugal, oficialmente inaugurado em 1 de Agosto de 2004 sob a orientação de uma experiente Mestra, discípula do venerável Mestre Hsing Yun. Nessa ocasião houve uma cerimônia tomada de refúgio na Joia Tríplice (Buda, Dharma e Sangha) e nos 5 preceitos. A cerimónia foi dirigida pelo venerável Hsin Ting, na época, abade do Mosteiro Fo Guang Shan. No dia 3 de Novembro de 2004, o Templo recebeu a visita do venerável Mestre Hsing Yun.

## Livros publicados
Na língua portuguesa:
- Budismo Conceitos Fundamentais;
- Budismo Puro e Simples. Comentário sobre a Sutra das Oito Percepções dos Grandes Seres;
- Budismo Significados Profundos;
- Purificando a Mente, a Meditação no Budismo Chinês;
- Cultivando o Bem. Uma Perspectiva Budista para o Cotidiano;
- O Valor da Verdade - Entre a Ignorância e a Iluminação;
- Receita para o Coração - Entre a Ignorância e a Iluminação II;
- Sutra do Buda da Medicina, com introdução, preces e comentários e o ensaio: Budismo, Medicina e Saúde;
- Contos Chan, comentados Vols I & II.

Na língua inglesa:
- Humanistic Buddhism: A Blueprint for Life;
- Let Go Move On;
- Between Ignorance and Enlightenment  I,II,III,IV & V;
- A Life of Pluses and Minuses;
- Pearls of Wisdom;
- Prayers for Engaged Living I & II;
- Family and Morality;
- Encouragement and Hope;
- Charlas sobre Ch'an I;
- Being Good: Buddhist Ethics for Everyday Life Cloud and Water - An Interpretation of Ch'an Poems;
- Humble Table, Wise Fare: Hospitality for the Hard (I) Only a Great Rain;
- A Guide to Chinese Buddhist Meditation;
- Humble Table, Wise Fare: Hospitality for the Hard (II) Humble Table, Wise Fare: Gifts For Life;
- The Lion's Roar: Actualizing Buddhism in Daily Life and Building the Pure Land in Our Midst Where Is Your Buddha Nature: Stories to Intruct and Inspire;
- Lotus in the Stream: Essays in Basic Buddhism The Awakening Life;
- Between Ignorance and Enlightenment I & II;
- The Short March to Wisdom On Buddhist Democracy, Freedom, and Equality;
- Of Benefit to Oneself and Others - A Critique of the Six Perfections From the Four Noble Truths to the Four Universal Vows - An Integration of the Mahayana and Theravada Schools;
- Sutra of the Medicine Buddha with an Introduction, Comments and Prayers Understanding the Buddha's Light Philosophy;
- The Philosophy of Being Second Buddhism: Core Ideas;
- The Carefree Life;
- Cloud and Water - An Interpretation of Ch'an Poems;
- Only a Great Rain: A Guide to Chinese Buddhist Meditation;
- Humble Table, Wise Fare: Gifts For Life;
- Where Is Your Buddha Nature: Stories to Intruct and Inspire;
- The Awakening Life;
- On Buddhist Democracy, Freedom, and Equality;
- From the Four Noble Truths to the Four Universal Vows - An Integration of the Mahayana and Theravada Schools;
- Understanding the Buddha's Light Philosophy;
- Contemporary Thoughts on Humanistic Buddhism.